# Chirality
Chirality (jap. キラリティー Kiraritī) – manga autorstwa Satoshiego Urushihary, publikowana w latach 1994–1997 na łamach magazynu „Comic NORA” wydawnictwa Gakken.
W Polsce manga została wydana nakładem wydawnictwa Japonica Polonica Fantastica.

## Fabuła
Historia toczy się w niedalekiej przyszłości, w której Ziemia została opanowana przez przerażającego sztucznego wirusa. Mechaniczne pasożyty, omyłkowo stworzone w celu rozwoju technologii, przyczepiają się do ludzkich kręgosłupów i przemieniają swoich nosicieli w cyborgi, zwane GM. Oryginalne GM zostały stworzone przez Gaię – program zaprojektowany przez ludzi do regulowania natury. Gaia uległa jednak awarii i zaczęła tworzyć własne GM. Obecnie Gaia naprawia uszkodzone części siebie i kiedy proces ten się zakończy, spróbuje zniszczyć Ziemię.
Zdesperowani, by uwolnić się od tego technologicznego terroru, ostatni ocalali ludzie próbują się zjednoczyć i nauczyć bronić przed androidami.
Carol to sztuczna istota, która została stworzona specjalnie po to, aby uratować ludzkość. Niestety, w młodości doznała wielkiego cierpienia z rąk tych samych ludzi, których miała chronić, i straciła cel swojej misji. Dopiero dzięki dobroci jednej dziewczyny, Shiori, Carol odzyskała sens istnienia i powód, by ocalić świat: dla Shiori.
Po latach bohaterki ponownie się spotykają, gdy Carol ratuje Shiori przed jej przyjaciółką Eleną, która została zainfekowana pasożytniczym wirusem. Choć Shiori początkowo nie pamięta Carol, Carol pamięta ją i zrobi wszystko, by ją ochronić i wyrazić swoją miłość do niej. Chociaż Shiori na początku czuje się nieswojo i zawstydzona w obecności Carol, szybko zaczyna odwzajemniać jej uczucia. Wkrótce jednak obie odkrywają, że ich głęboka miłość to nie tylko błaha sprawa między nimi, lecz będzie miała kluczowe znaczenie dla ocalenia całego świata.

## Publikacja serii
Manga była publikowana w magazynie „Comic NORA” od wydania z sierpnia 1994 do wydania ze stycznia 1997. Wydawnictwo Gakken zebrało jej rozdziały w 3 tankōbonach, wydawanych od 15 kwietnia 1995 do 7 lipca 1997.
W Polsce seria została wydana przez wydawnictwo Japonica Polonica Fantastica.
| Nr | Język japoński   | Język japoński         | Język polski  | Język polski           |
| Nr | Data wydania     | ISBN                   | Data wydania  | ISBN                   |
| -- | ---------------- | ---------------------- | ------------- | ---------------------- |
| 1  | 15 kwietnia 1995 | ISBN 978-4-05-600937-8 | grudzień 2003 | ISBN 978-83-87877-79-8 |
| 2  | 7 lutego 1996    | ISBN 978-4-05-601212-5 | grudzień 2003 | ISBN 978-83-88803-64-2 |
| 3  | 7 lipca 1997     | ISBN 978-4-05-601587-4 | grudzień 2003 | ISBN 978-83-88803-65-9 |